# Diederik Smit
Diederik Smit (Maastricht, 24 november 1987) is een Nederlands cabaretier, schrijver en columnist.

## Loopbaan
Smit is een zoon van een Maastrichtse predikant en studeerde Nederlands in Antwerpen. Na het winnen van de cabaretprijs van het Groninger Studenten Cabaret Festival stopte hij met zijn studie en ging op theatertournee. Hij noemt zichzelf een conservatief cabaretier door zich te onderscheiden van collega's die volgens hem linkse maatschappijkritiek brengen.
Als schrijver werkt Smit voor het satirische online nieuwsmagazine De Speld, waarin hij samen met anderen nieuws en situaties uit het dagelijks leven verwerkt tot absurdistische artikelen. Zijn columns verschijnen in diverse kranten, waaronder de Volkskrant en het Brabants Dagblad.
Smit sloot dagelijks het EO-radioprogramma Langs de Lijn En Omstreken af met een column. Voor WNL presenteerde Smit van september 2010 tot juni 2012 elke dinsdagnacht op Radio 1 Globaal Nieuws van De Speld. Van 2012 tot januari 2015 presenteerde hij deze rubriek tweemaal per week bij Rick in de Morgen bij Radio Veronica. Sinds november 2014 is hij de stem van de rubriek De Speld in het praatprogramma Pauw.
In 2011 verzorgde hij een mini-oudejaarsconference voor NOS op 3. In 2012 maakte hij bij Humor TV vijf afleveringen van Studio Televisie TV, ‘over ambitie en geweld’. Daarnaast leverde hij bijdragen aan onder meer het televisieprogramma Zondag met Lubach en de satirische rubriek 'Je mist meer dan je ziet' van De Wereld Draait Door. Hij won in 2015 de zomerserie van het spelprogramma De Slimste Mens.
Vanaf 10 februari 2019 presenteerde hij samen met Jonathan van het Reve en Tex de Wit het satirische sportprogramma Makkelijk Scoren voor de VPRO. De laatste aflevering was op 26 juli 2020. Vanaf 21 februari 2022 is hij samen met Tex de Wit en Jonathan van het Reve een van de vaste schrijvers en gasten in De Avondshow met Arjen Lubach, het latenight satirisch nieuws- en praatprogramma van de VPRO op NPO 1. Smit levert hier commentaar op ontwikkelingen in de sport.

## Prijzen
In 2009 won Smit de jury-, publieks- én persoonlijkheidsprijs van het Groninger Studenten Cabaret Festival. In 2011 werd hij finalist van het cabaretfestival Cameretten.